# Patrick Noérie
 (janvier 2023).
Si vous disposez d'ouvrages ou d'articles de référence ou si vous connaissez des sites web de qualité traitant du thème abordé ici, merci de compléter l'article en donnant les références utiles à sa vérifiabilité et en les liant à la section « Notes et références ».
Patrick Noérie est un acteur français. Très actif dans le doublage, il est connu pour avoir été la première voix régulière de George Clooney, notamment dans la série Urgences, ainsi que la deuxième voix de Roronoa Zoro dans la série d'anime One Piece, de 2010 à 2017.

## Théâtre
- 1988 : La Goutte de Guy Foissy
- 1988 : Journal d’un loup-garou de Christian Palustran, mise en scène Jean-Rémy Riflade, théâtre du Tourtour ; repris en 1994 dans une mise en scène de Michel Voletti à l'Aktéon Théâtre

## Filmographie

### Cinéma
- 2005 : Le Caméléon, court-métrage de Fabrice Rendé et David Lezeau
- 2020 : Morts à l'aveugle de Julien Aubert (western audio)

### Télévision
- 1988 : Les Guignols de l'info : rôles divers (voix de création)

## Doublage

### Cinéma

#### Films
- George Clooney dans (8 films) :
  - Batman et Robin (1997) : Bruce Wayne / Batman
  - Les Rois du désert (1999) : Archie Gates
  - En pleine tempête (2000) : le capitaine Billy Tyne
  - Spy Kids (2001) : Devlin
  - Bienvenue à Collinwood (2002) : Jerzy
  - Spy Kids 3 : Mission 3D (2003) : Devlin
  - Intolérable Cruauté (2003) : Miles Massey
  - In the Air (2009) : Ryan Bingham
- 1989 : Il était une fois Broadway : Waldo Winchester (Josef Sommer)
- 1992 : Piège en haute mer : Tackman (Damian Chapa)
- 1993 : Demolition Man : Alfredo Garcia (Benjamin Bratt)
- 1993 : Malice : ? ( ? )
- 1994 : La Surprise : le père de Holly (Mark Pennell)
- 1994 : Wyatt Earp : Morgan Earp (Linden Ashby)
- 1994 : Wolf : l'inspecteur Wade (Brian Markinson)
- 1997 : George de la jungle : Max Van de Groot (Greg Cruttwell)
- 1997 : D'amour et de courage : Adam (Michael Vartan)
- 1997 : Petite soirée entre amis : Stuart Wyner (Jon Cryer)
- 1998 : Primary Colors : lui-même (Richard Livingston)
- 1998 : Et plus si affinités : Alan Monteiro (Alan Gelfant)
- 1998 : La Fiancée de Chucky : le lieutenant Ellis (Ben Bass)
- 2000 : U-571 : le commandant Mike Dahlgren (Bill Paxton)
- 2002 : Rollerball : Toba Maheota (Jay Mahin)
- 2003 : Le Médaillon : le physicien (Rick Nathanson)
- 2004 : Hellboy : un gardien du centre (Jeremy Zimmerman)
- 2004 : Team America, police du monde : George Clooney (Matt Stone) (voix)
- 2005 : L'Interprète : Jonathan Williams (Christopher Evan Welch)
- 2007 : Zodiac : le capitaine Marty Lee (Dermot Mulroney)
- 2011 : Prince Killian et le Trésor des Templiers : Martin (Roberto Álvarez)
- 2011 : Masks : Florian (Michael Siller)
- 2012 : Kill the Gringo : Javi (Daniel Giménez Cacho)
- 2013 : L'Ordre des gardiens : Mason Fuller (Victor Garber)
- 2016 : Pet : Nate (Da'Vone McDonald)
- 2020 : Ghosts of War : Tappert (Kyle Gallner)
- 2022 : Murder at Yellowstone City : Edgar Blake (Richard Dreyfuss)

#### Films d'animation
- 1971[n 1] : L'Île au trésor[1]
- 1990[n 2] : The Wind of Amnesia[2] : Wataru
- 1998 : Le Prince d'Égypte : voix additionnelles
- 1999 : South Park, le film : Dr Gouache[n 3]
- 2000[n 4] : One Piece, le film : Roronoa Zoro
- 2001 : Osmosis Jones : Drix
- 2001[n 4] : One Piece : L'Aventure de l'île de l'horloge : Roronoa Zoro
- 2002[n 5] : One Piece : Le Royaume de Chopper, l'île des bêtes étranges : Roronoa Zoro
- 2003[n 5] : One Piece : L'Aventure sans issue : Roronoa Zoro
- 2004[n 5] : One Piece : La Malédiction de l'épée sacrée : Roronoa Zoro
- 2004 : Appleseed : un sage
- 2005 : XxxHOLiC : le film : le vieux collectionneur
- 2005 : Tsubasa Chronicle, le film : le roi des oiseaux
- 2005[n 5] : One Piece : Le Baron Omatsuri et l'Île secrète : Roronoa Zoro
- 2006 : Hokuto no Ken 1 : L'Ère de Raoh : voix additionnelles
- 2006[n 6] : One Piece : Le Mecha géant du château Karakuri : Roronoa Zoro
- 2007 : Nocturna, la nuit magique : les Lumignons
- 2007[n 6] : One Piece, épisode d'Alabasta : Les Pirates et la Princesse du désert : Roronoa Zoro
- 2008 : Hokuto no Ken 3 : La Légende de Kenshiro : Jinia
- 2008[n 6] : One Piece, épisode de Chopper : Le Miracle des cerisiers en hiver : Roronoa Zoro
- 2009[n 4] : One Piece : Strong World : Roronoa Zoro
- 2012 : One Piece : Z : Roronoa Zoro
- 2013 : Sword Art Online : le roi des Océans
- 2016 : Kingsglaive: Final Fantasy XV : Pruvia Colpus
- 2016 : One Piece: Gold : Roronoa Zoro
- 2023 : Black Clover : l'épée de l'empereur-mage : Edward
- 2023 : Le Grand Magasin : Maruki le concierge

### Télévision

#### Téléfilms
- 1983 : Sherlock Holmes : Le Chien des Baskerville : Sir Henry Baserville (Martin Shaw)
- 1995 : Pour l'amour de Miranda : Gilbert « Gib » Nash (Larry Poindexter)
- 2000 : Point Limite : le colonel Jack Grady, pilote de Commande Groupe 6 (George Clooney)
- 2012 : American Warships : le secrétaire de la Défense Alter (Elijah Chester)
- 2012 : Ghoul : Clark Smeltzer (Dane Rhodes)
- 2019 : La Clef du mystère : Mike Gallagher (Ben Reed)
- 2022 : Ménage à trois meurtrier : William Ballard (Sewell Whitney)
- 2022 : Un Noël so British : Simon Fitzsimmons (James Faulkner)

#### Téléfilms d'animation
- 2012 : One Piece, épisode de Nami : Roronoa Zoro
- 2012 : One Piece, épisode de Luffy - Aventure sur Hand Island : Roronoa Zoro
- 2013 : One Piece, épisode du Merry : Roronoa Zoro
- 2014 : One Piece 3D2Y : Surmonter la mort de Ace : Roronoa Zoro

#### Séries télévisées
- George Clooney dans :
  - Urgences (1994-2009) : Dr Douglas « Doug » Ross (109 épisodes)
  - Friends (1995) : Dr Michael Mitchell (saison 1, épisode 16)

- 1997 : L'Antre de Frankenstein : l'inspecteur Vernon Coyle (Adrian Pasdar)
- 1997-1998 : Face Caméra : Josef (Eitan Londner)
- 1998-1999 : Profiler : Paul Sterling (John Mese (en)) (saison 3)
- 2003 : Hercule Poirot : Philip Blake (Toby Stephens) (saison 9, épisode 1)
- 2003 : New York, section criminelle : Randall Fuller (John Benjamin Hickey) (saison 2, épisode 10)
- 2003 : JAG : Edward Hardy (Jack Stehlin (en)) (3 épisodes)
- 2006-2007 : Stargate SG-1 : Netan (Eric Steinberg (en))
- 2008-2009 : Saving Grace : l'inspecteur Brad Gholston (Steven Culp) (saison 2)
- 2008-2010 : New York, police judiciaire : David Haig (Christopher Evan Welch) (3 épisodes)
- 2010 : The Bridge : Alex (Genadijs Dolganovs) (9 épisodes)
- depuis 2019 : Les Enquêtes de Vera : Dr Malcolm Donahue (Paul Kaye)
- 2020 : Young Sheldon : Lawrence (Larry Cedar (en)) (saison 4, épisode 2)
- 2020 : White Lines : Juan Miguel Fonseca (Javi Coll) (7 épisodes)
- 2020 : We Hunt Together (en) : Darren Cork (Neil Stuke (en))
- 2021 : Post mortem : Personne ne meurt à Skarnes (en) : ? (?) (épisode 4)
- 2022 : Roar : Stan (Taylor Nichols) (épisode 4)
- 2022 : Twenty-Five Twenty-One : ? (?)
- 2022 : Black Bird : ? (?) (mini-série)
- 2022 : Chucky : le père O'Malley (Ian D. Clark) (saison 2)
- 2022 : Sous la braise : ? (?)
- 2023 : La Petite Fille sous la neige : ? (?) (mini-série)
- 2024 : Supersex : ? (?)
- 2024 : The Walking Dead: The Ones Who Live : le major-général Beale (Terry O'Quinn)
- 2024 : D'une main de fer : Molina (Tomás del Estal (es))
- 2024 : Chocolat amer : le père Ignacio (Héctor Holten)

#### Séries d'animation
- 1972-1973[n 7] : Nolan : Naci (épisode 6) / Tom (épisode 17)
- 1976-1977[n 2] : Magnos le robot[3] : le professeur Miles Nerves
- 1977-1978[n 8] : Grand Prix[4] : Niki Lauda
- 1979-1980[n 9] : Ultraman II : Les Nouvelles Aventures[5] : Glen
- 1983-1984[n 10] : Ninja Boy[6] : Guillaume, Claude
- 1986[n 11] : Inhumanoids : Dr Derik Intelligents
- 1989 : Karaté Kid : voix diverses
- 1992 : Christophe Colomb[7] : Bartholomé adulte (1re voix)
- 1993 : Batman : Gil Mason (épisodes 57 et 58)
- 1993 : Animaniacs : Thomas Jefferson (épisode 20)
- 2000 : Spy Groove[8] : George Clooney
- 2004 : Gankutsuou : le Comte de Monte Cristo : Baptistin
- 2004-2008 : Atomic Betty : Capt'ain Chuck
- 2004[n 12]-2016 : One Piece : Roronoa Zoro (2e voix, épisodes 196 à 750), Jigoro, Manjaro/Faux Zoro
- 2005 : Basilisk : Nenki Mino
- 2005 : Zombie Hôtel : Rictus
- 2005 : Brave Story : Ki-Kima
- 2005-2006 : Tsubasa Reservoir Chronicle : Fai Wang Lead
- 2005-2008 : Robotboy : Le professeur Mochimo et le professeur Kamikazi
- 2006-2007 : L'Apprenti Père Noël : voix additionnelles
- 2006-2007 : The Galaxy Railways : Wilson
- 2007 : Moonlight Mile[9] : Lostman
- 2008 : La Légende de Raoh : Komaku
- 2008-2009 : Soul Eater : Maître Shinigami, le Hollandais errant
- 2009-2012 : Iron Man : Fantôme
- 2010 : Wakfu : Chef de Cra
- 2010-2011 : Simsala Grimm : voix additionnelles (saison 2)
- 2011 : Débil Starz (web-série), épisode Game over Death[10] : Clint Eastwood
- 2012-2013[n 13] : JoJo's Bizarre Adventure : Phantom Blood et Battle Tendency : Speedwagon âgé
- 2014-2020[n 14] : Mr. Pickles : le vieux monsieur et Don Jabacoolie
- 2019 : Momma Named Me Sheriff (en) : Carl
- 2021 : So I'm a Spider, So What? : le proviseur
- 2022 : The Eminence in Shadow : Ruslan
- 2022 : Urusei Yatsura : voix additionnelles
- 2022 : She Professed Herself Pupil of the Wise Man (en) : voix additionnelles
- 2023 : Shangri-La Frontier : voix additionnelles

#### OAV
- 2007-2008 : Tsubasa Chronicle : Tokyo Revelations[11] : Fei Wang Lead
- 2008-2009 : Cobra The Animation : Duck, Nuba
- 2009 : Tsubasa Chronicle : Shunraiki : Fei Wang Lead

### Jeu vidéo
- 2023 : Hogwarts Legacy : L'Héritage de Poudlard : gargouille

## Voix off
- 2008 : Chroniques des Ombres : Ganesh